# Aconopteroides laevipennis
Aconopteroides laevipennis är en skalbaggsart som först beskrevs av Blanchard 1851.  Aconopteroides laevipennis ingår i släktet Aconopteroides och familjen långhorningar. Inga underarter finns listade i Catalogue of Life.